# Система природи

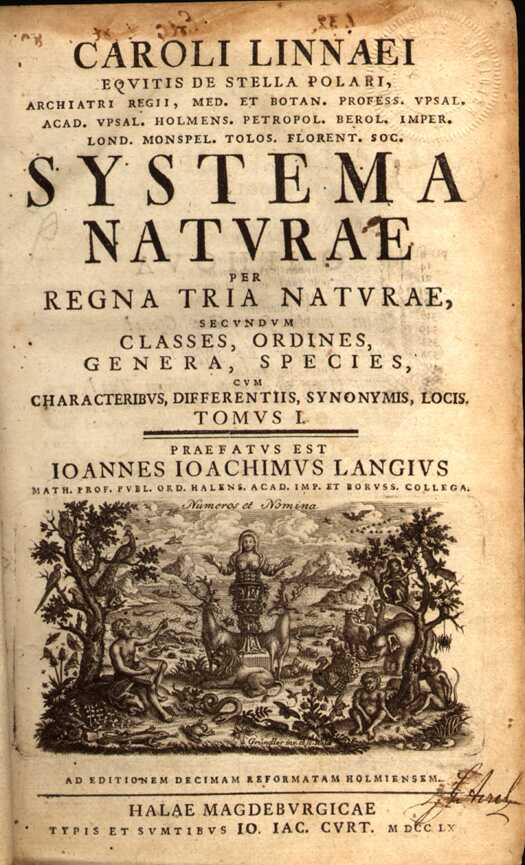
Титульний лист десятого видання Systema Naturae (1758)

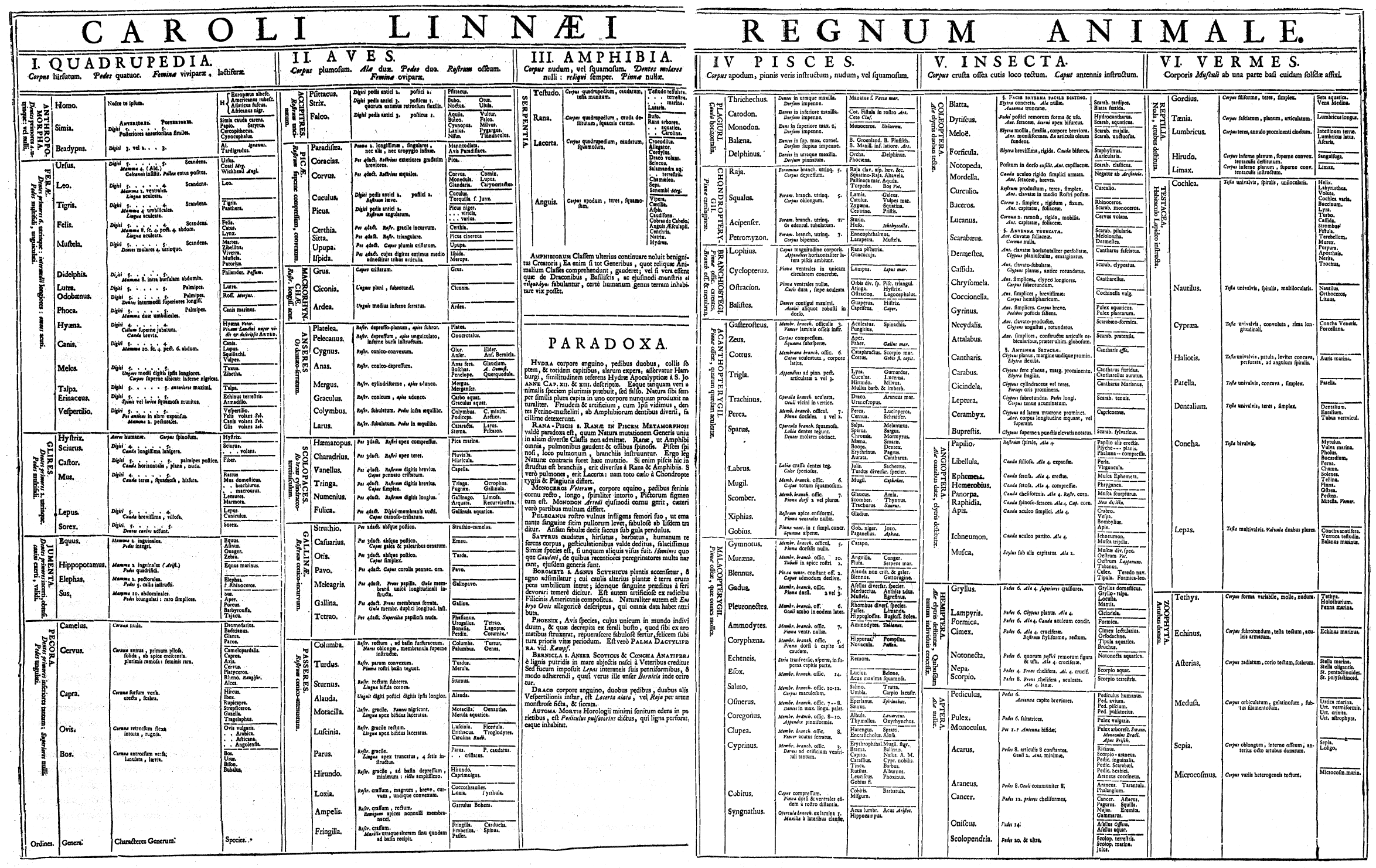
Таблиця царства тварин з першого видання Systema Naturae (1735)

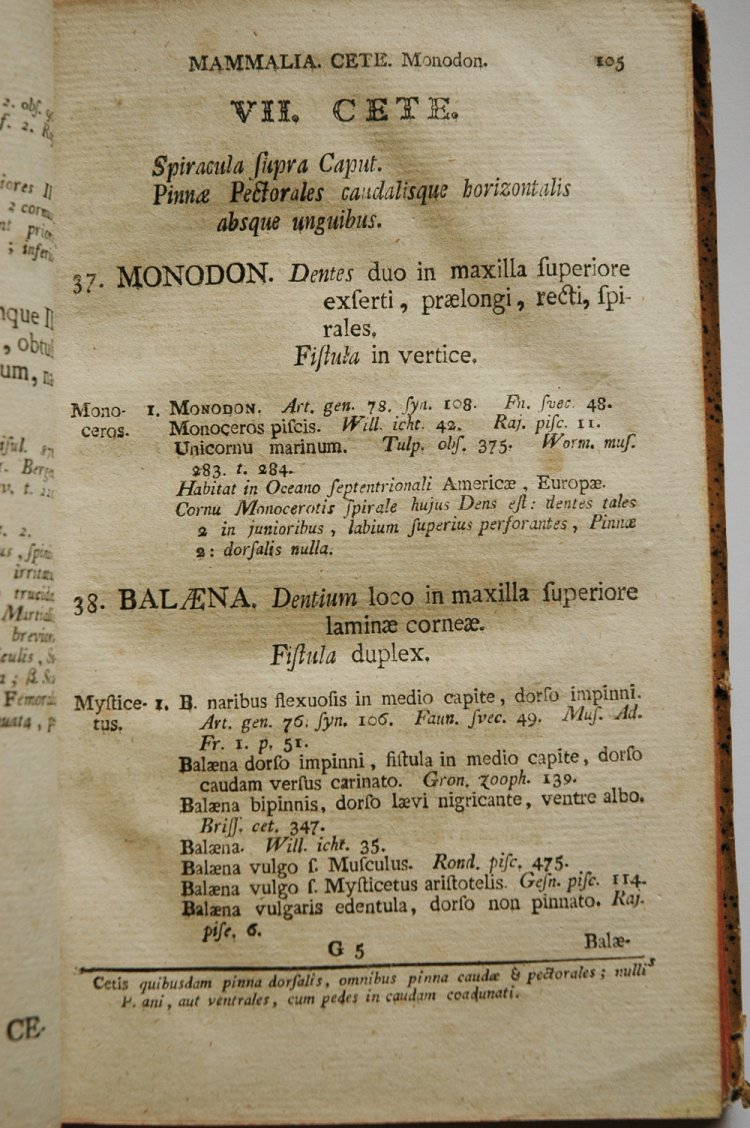
Стор. 105 Systema Naturae видання 1767 року. Ліворуч від опису видів поміщені nomina trivialia китів (Monoceros і Mysticetus)

«Систе́ма приро́ди» (лат. Systema naturae) — найвідоміший твір шведського лікаря і натураліста Карла Ліннея. Цю книгу вважають основоположним твором у традиції наукової біологічної систематики. Перше видання вийшло в 1735 році в Лейдені. За життя Ліннея книга витримала тринадцять перевидань у різних країнах (тринадцяте — віденське — 1767 рік); для сучасної систематичної практики найважливішим є десяте видання, опубліковане в Стокгольмі в 1758 році: воно прийняте за початковий пункт зоологічної номенклатури.

## Див.також
- Комахи в 10-му виданні Системи природи